# Alexandra Ledermann 3D
 (août 2015).
Si vous disposez d'ouvrages ou d'articles de référence ou si vous connaissez des sites web de qualité traitant du thème abordé ici, merci de compléter l'article en donnant les références utiles à sa vérifiabilité et en les liant à la section « Notes et références ».
Alexandra Ledermann 3D, connu au Royaume-Uni sous le nom de Imagine Champion Rider 3D, est un jeu vidéo de sport axé sur le sport équestre, développé et édité par Ubisoft, disponible sur Nintendo 3DS depuis février 2013.
Le jeu offre la possibilité de contrôler une jeune cavalière prometteuse qui retourne sur les lieux où elle s'était découvert une passion pour l'équitation.

## Système de jeu
Dans les diverses épreuves dans le jeu, le joueur doit appuyer correctement sur les boutons avec le bon timing pour remporter l'épreuve. 
Les fonctions gyroscopiques de la console sont notamment utilisées, par exemple lors des épreuves de voltige où le joueur doit incliner la 3DS pour garder l’équilibre.

## Accueil
Le jeu reçoit un accueil plutôt mitigé de la part de la presse spécialisée. Jeuxvideo.com donne au jeu la note de 10/20 et évoque épreuves extrêmement répétitives et à un gameplay qui ne se renouvelle pas suffisamment.